# Italo house
Italo house is een substroming van de housemuziek die in de late jaren tachtig doorbrak met een grote stroom aan platen van Italiaanse makelij. Kenmerkend voor het genre is het vele gebruik van pianoriffs. Bekende namen in het genre waren Cappella, Black Box, F.P.I. Project en Jestofunk. Een opmerkelijke eigenschap van het genre is de bedrijfsmatige wijze waarop het werd geproduceerd. De muziek werd gemaakt door teams van vrijwel anoniem opererende producers die vaak onder zeer diverse pseudoniemen in diverse combinaties actief waren.

## Ontstaan
Italo house ontstond rond 1988 en had zijn wortels in de italodisco-scene waar tal van producers actief waren. De komst van housemuziek naar Europa gaat in 1988 ook niet aan Italië voorbij. Het was een nieuwe impuls voor de dancemuziek uit het land terwijl de italodisco tanende was. In 1987 is het Cappella dat met de sampletrack Bauhaus (push the beat) komt. In de jaren daarna verschijnen er nog enkele singles waarin pianoriffs meer op de voorgrond komen. Een groot succes is ook het rustige Sueño Latino van het gelijknamige Sueño Latino. In 1989 zijn het platen als Numero Uno van Starlight en Grand Piano van Mixmaster. De producers hierachter breken niet lang daarna door met de act Black Box. In 1990 weet ook Claudio Rispoli zijn naam te vestigen als producer van Found Love van Double Dee. Later is hij ook initiatiefnemer van Jestofunk. Dat komt met het zeer succesvolle album Dreamland dat een grote hoeveelheid hits voortbrengt. Een belangrijke spil is de stad Brescia. Van daaruit opereren het label Media Records van Gianfranco Bortolotti en ook  Time. Beide brengen grote hoeveelheden platen uit. Media is naast Cappella verantwoordelijk voor onder andere Touch me (1990) van 49'ers, We gonna get van R.A.F. en Ride like the wind van East Side Beat (1991). Ook Irma Records uit Bologna en Discomagic Records uit Milaan spelen een belangrijke rol

## Erfenis
Na 1992 sterft italo house snel uit. Invloeden uit het genre zijn in andere stromingen overgenomen. Zo slaan de pianoriffs aan in de Britse house en rave. Acts als K-Klass, Bassheads, Bizarre Inc. en The Prodigy maken er in de vroege jaren negentig veel gebruik van. Ook bij de progressive house en eurodance is het pianogeluid terug te horen. De Italiaanse housescene blijft onverminderd actief en productief. Op het gebied van eurodance en later hardstyle zijn de Italianen in de decennia daarna belangrijke leveranciers. In 2014 bracht Joey Negro een dubbel verzamelalbum uit met bekende en minder bekende italohousetracks.

## Bekende Italo house platen
- Starlight - Numero Uno (1988)
- Cappella - Helyom Halib (1988)
- Mix Master - Grand Piano (1989)
- Black Box - Ride On Time (1989)
- F.P.I Project - Rich in Paradise (1989)
- Sueño Latino - Sueño Latino (1989)
- 49ers - Touch Me (1990)
- TNT - Piano please (1990)
- Black Box - Everybody, Everybody (1990)
- Last Rhythm - Last Rhythm (1990)
- Lee Marrow - Do You Want Me (1990)
- Softhouse company - What you need... (1990)
- Black Box - Strike it up (1991)
- F.P.I Project - Everybody all over the world (1991)
- Jestofunk - I'm Gonna Love You (1991)
- Rhythm Of Life - Touch Me (Piano Mix) (1991)
- Anticappella - 2√231 (1991)
- Jinny - Keep Warm (1991)
- Cappella - Everybody (1991)
- R.A.F. - We gonna get (1991)
- TC 1991 - 1991 (1991)
- Korda - Move Your Body (To The Sound) (1991)
- East Side Beat - Ride like the wind (1991)
- B.F.I. - Why not jazz? (1992)
- Cappella - Take me away (1992)
- J.Dee – I Want Your Love (Sweep And Sweet) (1992)
- TC 1992 - Funky Guitar (1992)
- R.A.F. - We got to live together (1992)
- Fargetta - Music Is Movin' (1992)
- Love 4 Sale - Do You Feel So Right (1992)
- J. Dee - My Love  (The Sound Of Love) (1993)
- U.S.U.R.A. – Open Your Mind (1993)
- Fargetta - Your love (1993)